# Большеземельский район
Большеземельский район (Ненецкий район) — административно-территориальная единица в составе Ненецкого национального округа Архангельской области (до 1937 — Северной области) РСФСР, существовавшая в 1929—1959 годах.
Большеземельский образован 15 июля 1929 года из части Ижмо-Печорского уезда Коми (Зырян) АО. Центром района стало село Хоседа-Хард. На 1 января 1931 года территория района составляла 144,3 тыс. км², а население — 4200 человек. Район включал 5 сельсоветов и 12 населённых пунктов.
К 1 января 1940 года площадь района уменьшилась до 96,9 тыс. км², а сельсоветов стало шесть. 11 июля того же года из Большеземельского района был выделен Амдерминский район, в результате чего площадь Большеземельского района сократилась до 32,6 тыс. км², а сельсоветов осталось 3.
14 августа 1957 года из Амдерминского района в Большеземельский был передан рабочий посёлок Хальмер-Ю. Одновременно центр района был перенесён из села Хоседа-Хард в Хальмер-Ю.
В 1959 году все районы Ненецкого национального округа были упразднены, а их территория перешла в прямое окружное подчинение.

## СМИ
- Районная газета «За оленеводство», выходившая с 1 января 1944 года по 5 января 1956 года. Печаталась в Хоседа-Хард[3].
- Районная газета «Угольщик Заполярья», выходившая с 1 января 1958 года по 1 октября 1959 года. Печаталась в Хальмер-Ю[3].